# Formule de Leibniz
Pour les articles homonymes, voir Règle de Leibniz.
 (décembre 2017).
Si vous disposez d'ouvrages ou d'articles de référence ou si vous connaissez des sites web de qualité traitant du thème abordé ici, merci de compléter l'article en donnant les références utiles à sa vérifiabilité et en les liant à la section « Notes et références ».
En mathématiques, plusieurs identités portent le nom de formule de Leibniz, nommées en l'honneur du mathématicien Gottfried Wilhelm Leibniz :
- en analyse réelle :
  - la formule de Leibniz est la formule donnant les dérivées successives d'un produit de fonctions réelles d'une variable réelle ou, dans un cadre plus général, la différentielle du produit de deux fonctions différentiables à valeurs dans une algèbre normée,
  - elle peut également désigner la formule de dérivation des intégrales à paramètre (ou intégrales paramétriques) ;
- par extension, la formule de Leibniz, aussi appelée identité de Leibniz, désigne une identité qui définit la notion de dérivation, à savoir : d(ab) = (da) b + a (db) ;
- en algèbre linéaire, la formule de Leibniz fournit une définition du déterminant d'une matrice comme une somme alternée sur ses « serpents » ;
- enfin, la formule de Leibniz désigne aussi la somme de la série alternée des inverses des entiers impairs.

## Dérivée d'un produit
Soit {\displaystyle n} un entier positif. Le produit de deux fonctions d'une variable réelle {\displaystyle f} et {\displaystyle g} définies et dérivables jusqu'à l'ordre {\displaystyle n} sur un intervalle est dérivable jusqu'à l'ordre {\displaystyle n}. La formule de Leibniz fournit sa dérivée d'ordre {\displaystyle n} donnée par : 
où les nombres entiers {\displaystyle {\tbinom {n}{k}}} sont les coefficients binomiaux, et où l'on convient que la « dérivée zéro-ième » de {\displaystyle f}, notée {\displaystyle f^{(0)}}, est la fonction {\displaystyle f} elle-même.
Cette formule se démontre par récurrence sur l'entier {\displaystyle n}. La démonstration est comparable à celle de la formule du binôme de Newton. Cette dernière peut d'ailleurs en être déduite.

## Série alternée
La « Quadrature arithmétique » pour π, trouvée par Leibniz en 1674, est un exemple de série alternée :
Elle correspond au développement en série de Taylor de la fonction arctan, évalué au point 1.
Elle a été découverte en Occident au XVIIe,,, mais apparaît déjà chez Madhava, mathématicien indien de la province du Kerala, vers 1400. Il l'utilise pour calculer une approximation de π. La thèse la plus courante est que les travaux mathématiques indiens de cette période ne seront connus en Occident qu'à la fin du XIXe siècle, pendant la colonisation de l'Inde par la Grande-Bretagne.

## Déterminant d'une matrice carrée
Le déterminant d'une matrice carrée {\displaystyle A=(a_{ij})} d'ordre n est le nombre :
où Sn est le groupe des permutations de {1, 2, … , n} et pour une permutation σ de Sn, ε(σ) désigne sa signature, égale à 1 si la permutation est paire et –1 sinon.